# David Vunagi
Sir David Okete Vuvuiri Vunagi, GCMG (Ilha de Santa Isabel, 5 de setembro de 1950 – Guadalcanal, 7 de março de 2025) foi um bispo anglicano salomônico foi Governador-geral das Ilhas Salomão, de 7 de julho de 2019 a 7 de julho de 2024. Foi Arcebispo da Melanésia e Bispo da Diocese da Melanésia Central, de 2009 a 2015.

## Início de vida e educação
Nasceu em Samasodou, na província de Isabel. Se formou em educação em ciência na Universidade do Pacífico Sul, no Fiji em 1976, e mestre em Educação em Biologia na Universidade de Papua-Nova Guiné, em 1982. Antes de ser padre, foi professor na Escola Governamental da Igreja da Melanésia. Vunagi alcançou Bacharelado em Teologia no Colégio São João, em Auckland, Nova Zelândia, em 1990. Foi professor no Colégio Episcopal Kohimarama, nas Ilhas Salomão, em 1992. Se mudou para o Canadá, onde foi assistente do padre na St. Anselm na Diocese de Nova Westminster, Columbia Britânica, de 1996 a 1998. Alcançando mestrado em Teologia na Escola de Teologia de Vancouver, em 1998.
Retornou para as Ilhas Salomão, onde foi padre na Diocese de Isabel. Em 1999, foi diretor do Colégio Selwyn. Ele se tornou Missionário da Igreja da Melanésia, em 2000. Vunagi foi eleito no mesmo ano bispo da Diocese de Temotu, até 2009. Foi eleito quinto arcebispo e primaz da Igreja da Província da Melanésia em 4 de março de 2009, e entronizado em 31 de maio seguinte. Participou do 4.º Encontro Global Sul, em Singapura, em abril de 2010, e também foi representado na Conferência Global Sul em Banguecoque, em julho de 2012. Vunagi aposentou-se em 6 de setembro de 2015, em uma cerimônia na Catedral St. Barnabas, em Honiara.
Após isso, retornou à sua aldeia na ilha de Isabel. Em 2018, ele foi nomeado diretor do Selwyn College.
Em junho de 2019, ele foi o único candidato a se tornar o próximo Governador-Geral das Ilhas Salomão, o representante do monarca no país, e assumiu oficialmente o cargo em 7 de julho de 2019 (Dia da Independência). Exerceu o cargo de 7 de julho de 2019 a 7 de julho de 2024. A rainha Isabel II lhe concedeu a Ordem de São Miguel e São Jorge no grau de Cavaleiro da Grande Cruz em setembro de 2019.
Foi casado com Mary Vunagi, filha do falecido bispo Dudley Tuti, e tiveram três filhos.